# Kod Mercury
Kod Mercury (engelska Mercury Rising) är en amerikansk thriller från 1998 i regi av Harold Becker med Bruce Willis och Alec Baldwin i huvudrollerna. Filmen hade Sverigepremiär den 18 september 1998. Manuset bygger på Ryne Douglas Pearsons roman Simple Simon: A Thriller från 1996.

## Handling
Den nioåriga Simon Lynch är en autistisk pojke som via en tidning knäcker NSA:s superkod och som på grund av detta svävar i livsfara. Den avhoppade FBI-agenten Art Jeffries får uppdraget att skydda pojken. Plötsligt är en grupp lönnmördare hack i häl på dem och då inser Jeffries att han inte kan lita på någon.

## Om filmen
Kod Mercury är inspelad i Chicago, Illinois, Sturgis, South Dakota och Washington D.C. samt i Universal Studios i Kalifornien. Filmen har en åldersgräns på 15 år.

## Roller (urval)
- Bruce Willis - Art Jeffries
- Alec Baldwin - Nick Kudrow
- Miko Hughes - Simon Lynch
- Chi McBride - Tommy B. Jordan
- Kim Dickens - Stacey
- Robert Stanton - Dean Crandell
- Bodhi Elfman - Leo Pedranski
- Carrie Preston - Emily Lang
- Lindsey Ginter - Peter Burrell
- Peter Stormare - Shayes
- John Carroll Lynch - Martin Lynch